# William Goldman
Pour les articles homonymes, voir Goldman.
Œuvres principales
- Marathon Man
- Princess Bride

William Goldman, né le 12 août 1931 à  Highland Park (Illinois) et mort le 16 novembre 2018 à Manhattan (New York), est un écrivain, scénariste et dramaturge américain.
Il a reçu à deux reprises un Oscar pour ses scénarios.

## Biographie
William Goldman est né dans une famille juive de Highland Park, une banlieue de Chicago dans l'Illinois. Il est le frère du scénariste James Goldman, décédé en 1998.
William Goldman a publié cinq romans et écrit trois pièces jouées à Broadway avant d'écrire des scénarios, dont plusieurs à partir de ses romans, comme Marathon Man. Dans les années 1980, il a écrit plusieurs livres de mémoires sur sa vie professionnelle à Broadway et Hollywood (dont l'un où il faisait la remarque qu'à Hollywood « personne ne sait rien »), et a écrit de nouveaux romans en utilisant parfois le pseudonyme de Harry Longbaugh. L'adaptation à l'écran de son roman The Princess Bride a marqué son retour à l'écriture de scénario. Il est souvent appelé à la rescousse comme script doctor (conseiller pour scénario) sans être porté au générique, pour des projets en difficulté.
William Goldman a gagné deux Oscars : l'un pour le scénario original de Butch Cassidy et le Kid et l'autre pour le scénario adapté pour le film Les Hommes du président.
En 1988, il a été membre du jury au festival de Cannes.
Il a été marié jusqu'à son divorce en 1991.
Il meurt à Manhattan le 16 novembre 2018 à l’âge de 87 ans d'une pneumonie,,.

## Œuvres

### À Broadway
- Blood, Sweat, and Stanley Poole (avec James Goldman)
- A Family Affair - 1962 (paroles, d'après le livre de James Goldman, sur une musique de John Kander)
- The Princess Bride (avec Adam Guettel), abandonné en raison de litiges financiers[4]

### Scénarios
- 1965 : Doubles masques et agents doubles (Masquerade) (avec Michael Relph)
- 1966 : Détective privé (Harper), prix Edgar-Allan-Poe du meilleur scénario
- 1969 : Butch Cassidy et le Kid - Oscar du meilleur scénario original en 1969
- 1972 : Les Quatre Malfrats (The Hot Rock)
- 1975 : Les Femmes de Stepford
- 1975 : La Kermesse des aigles (The Great Waldo Pepper)
- 1976 : Marathon Man
- 1976 : Les Hommes du président - Oscar du meilleur scénario adapté en 1976
- 1977 : Un pont trop loin
- 1978 : Magic, Prix Edgar-Allan-Poe du meilleur scénario
- 1987 : Banco (Heat)
- 1987 : Princess Bride
- 1988 : Jumeaux (Twins) (non mentionné dans le générique)
- 1990 : Misery
- 1992 : Les Aventures d'un homme invisible
- 1992 : Year of the Comet
- 1992 : Chaplin
- 1993 : Last Action Hero (non mentionné dans le générique)
- 1994 : Maverick
- 1996 : L'Héritage de la haine (The Chamber)
- 1996 : L'Ombre et la Proie (The Ghost and the Darkness)
- 1997 : Créatures féroces (Fierce Creatures) (non mentionné dans le générique)
- 1997 : Les Pleins Pouvoirs
- 1999 : Le Déshonneur d'Elisabeth Campbell
- 2001 : Cœurs perdus en Atlantide
- 2003 : Dreamcatcher : L'Attrape-rêves (Dreamcatcher)
- 2015 : Joker (Wild Card) de Simon West

### Télévision
- Mr. Horn - 1979

### Romans
- 1957 : The Temple of Gold
- 1958 : Your Turn to Curtsy, My Turn to Bow
- 1960 : Soldier in the Rain
- 1964 : Boys and Girls Together
- 1964 : No Way to Treat a Lady signé Harry Longbaugh Publié en français sous le titre Soyons régence !, Paris, Gallimard, coll. « Série noire » no 932, 1965 ; réédition, Paris, Gallimard, coll. « Carré noir » no 465, 1983  (ISBN 2-07-043465-6)
- 1967 : The Thing of It Is...
- 1971 : Father's Day Publié en français sous le titre Les Balançoires de Central Park, traduit par Renée Rosenthal, Paris, Robert Laffont, 1972
- 1973 : Princess Bride Publié en français sous le titre The Princess Bride : histoire de la princesse promise, traduit par Jean-Pierre Pugi, Paris, J'ai lu, coll. « Science-fiction » no 2393, 1988  (ISBN 2-277-22393-X) ; réédition dans une nouvelle traduction de Ange, Paris, Bragelonne, 2004  (ISBN 2-914370-76-8) ; réédition, Paris, Bragelonne stars, 2017  (ISBN 979-10-281-0829-8)
- 1974 : Marathon Man Publié en français sous le titre Marathon Man, traduit par Anne Villelaur, Paris, Denoël, coll. « Sueurs froides », 1975 ; réédition, Paris, LGF, coll. « Le Livre de poche » no 7419, 1978  (ISBN 2-253-01937-2) ; réédition, Paris, Milady, 2017  (ISBN 978-2-8112-0972-8)
- 1976 : Magic: A Novel Publié en français sous le titre Magic, traduit par Marianne Véron, Paris, Albin Michel, 1977 ; réédition, Paris, LGF, coll. « Le Livre de poche » no 7423, 1979  (ISBN 2-253-02137-7)
- 1979 : Tinsel: A Novel
- 1982 : Control
- 1983 : The Silent Gondoliers
- 1984 : The Color of Light Publié en français sous le titre Les Lumières de Broadway, traduit par Danièle Ouzilou, Paris, éditions Flamme, 1987 ; réédition, Paris, J'ai lu, coll. « Flamme », 1992  (ISBN 2-277-02132-6)
- 1985 : Heat Publié en français sous le titre Rouge Vegas, traduit par Laure Terilli, Paris, J'ai lu, coll. « Suspense » no 2486, 1988  (ISBN 2-277-22486-3)
- 1986 : Brothers Publié en français sous le titre Les Sanglants, traduit par Frédéric Lasaygues, Paris, J'ai lu, coll. « Thriller » no 6001, 1987  (ISBN 2-277-06001-1) ; réédition, Paris, J'ai lu, coll. « Suspense » no 2617, 1989  (ISBN 2-277-22617-3)
- 1996 : The Ghost and the Darkness Publié en français sous le titre L'Ombre et la Proie, traduit par Geneviève Blattmann, Paris, J'ai lu, coll. « Roman » no 4418, 1997  (ISBN 2-290-04418-0)

### Mémoires, essais et œuvres hors fiction
- 1969 : The Season: A Candid Look at Broadway
- 1977 : The Story of 'A Bridge Too Far'
- 1983 : Adventures in the Screen Trade: A Personal View of Hollywood and Screenwriting
- 1988 : Wait Till Next Year (avec Mike Lupica)
- 1990 : Hype and Glory
- 1995 : Four Screenplays (quatre scénarios)
  - Marathon Man, Butch Cassidy and the Sundance Kid, The Princess Bride, et Misery, avec un essai sur chacun
- 1997 : Five Screenplays (cinq scénarios)
  - All the President's Men, Magic, Harper, Maverick, et The Great Waldo Pepper, avec un essai sur chacun
- 2000 : Which Lie Did I Tell? (More Adventures in the Screen Trade) - 2000
- 2001 : The Big Picture: Who Killed Hollywood? and Other Essays (2001)

### Livre pour enfants
- 1974 : Wigger